# Syrisk rose
Syrisk Rose (Hibiscus syriacus) er en stivgrenet busk med en åben vækst. Hovedgrenene er stift oprette, mens sidegrenene er stive og ret korte. Blade og blomster indeholder bakteriedræbende stoffer.

## Beskrivelse
Knopperne er let spredte, og er lang tid undervejs. Barken er først grågrøn med fine hår, men snart efter bliver den lysegrå, og på gamle grene er den grå og opsprækkende. Bladene er ægformede og trelappede med groft takket rand. Oversiden er kraftigt grøn, mens undersiden er grågrøn. 
Blomstringen sker i juli-september, hvor der dannes blomsterknopper i alle bladhjørner. De enkelte blomster kan være meget store og skålformede med en midtstillet samling af støvdragere og støvveje. De seneste 30 år er der komet dobbelte og heltfyldte variationer som nu trives og er hårdføre i Danmark.
Planten sætter modent frø i Danmark.
Rodnettet er hjerteformet og består af tykke hovedrødder og ret få siderødder. 
Højde x bredde og årlig tilvækst: 2 x 2,5 m (15 x 20 cm/år). Målene kan anvendes ved udplantning.

## Sorter
Den følgende liste er kun et udpluk af mere end 450 sorter. Af disse er der lidt over 50 hårdføre i Danmark
Skandinavens største samling er i privateje i Fredericia
- Admiral Dewey
- Aphrodite
- Ardens
- Anna Louise
- "Blue Bird"
- Blue Chiffon
- China Chiffon
- Colestis Blue
- Diana
- "Helene"
- Lavender Chiffon
- Lennie of Denmark
- Lonnie of Denmark
- Lone Bo Blue of Denmark
- Maike
- Purpurerus Variegatus
- "Red Heart"
- "Rubis"
- "Russian Violet"
- "Totus Albus"
- White Chiifon
- "Woodbridge"

## Hjemsted
Planten danner krat og skovbryn på bjergskråninger i Kina og Korea (den er Syd-Koreas nationalblomst), hvor den findes sammen med bl.a. bredbladet bukketorn, Forsythia koreanum, håret glansmispel, kinesertræ, kinesisk elefantgræs, korea-azalea, pilebladet spiræa, skovrørhvene og tofarvet kløverbusk.